# Veynon
Le Veynon est une rivière française qui coule dans le département de la Nièvre. C'est un affluent de l'Aron, et donc un sous-affluent de la Loire.
Cette rivière prend sa source dans le massif du Morvan et poursuit son cours dans le Bazois.

## Géographie
Le Veynon prend naissance dans le massif du Morvan, sur le territoire de la localité de Châtin, au lieu-dit Saint-Gy, à six kilomètres au nord-nord-ouest de Château-Chinon.
Il alimente l'étang de l'île à Dommartin et se jette dans l'Aron (rive gauche) sur le territoire de la commune de Limanton.

## Communes traversées
Le Veynon longe ou traverse les communes suivantes :
- Châtin
- Saint-Hilaire-en-Morvan
- Dommartin
- Saint-Péreuse
- Dun-sur-Grandry
- Chougny
- Maux
- Brinay
- Limanton

## Affluents
Ses principaux affluents sont :
- le ruisseau de la Thibert
- le ruisseau de Champausserin